# Piekary (gromada w powiecie grodziskomazowieckim)
Piekary – dawna gromada, czyli najmniejsza jednostka podziału terytorialnego Polskiej Rzeczypospolitej Ludowej w latach 1954–1972.
Gromady, z gromadzkimi radami narodowymi (GRN) jako organami władzy najniższego stopnia na wsi, funkcjonowały od reformy reorganizującej administrację wiejską przeprowadzonej jesienią 1954 do momentu ich zniesienia z dniem 1 stycznia 1973, tym samym wypierając organizację gminną w latach 1954–1972.
Gromadę Piekary z siedzibą GRN w Piekarach utworzono – jako jedną z 8759 gromad na obszarze Polski – w powiecie grodziskomazowieckim w woj. warszawskim, na mocy uchwały nr VI/10/4/54 WRN w Warszawie z dnia 5 października 1954. W skład jednostki weszły obszary dotychczasowych gromad Badów Górny, Budy-Strzyże, Huta Piekarska, Kowiesowo, Kowiesy, Lindów, Piekary, Podlindowo, Piekarowo i Ziemnice ze zniesionej gminy Piekary w tymże powiecie. Dla gromady ustalono 12 członków gromadzkiej rady narodowej.
31 grudnia 1959 1 stycznia 1960 do gromady Piekary przyłączono wsie Budy Zasłona i Gąba ze znoszonej gromady Adamowice w tymże powiecie (wykreślone zmiany retroaktywnie uchylone uchwałami z 25 lutego 1960).
Gromadę zniesiono 1 stycznia 1969, a jej obszar włączono do gromad Mszczonów (wsie Budy Zasłona i Górny Badów) i Osuchów (wsie Budy-Strzyże, Kowiesowo-Kowiesy, Lindów-Huta Piekarska, Piekary, Podlinowo-Piekarowo i Zimnice) w tymże powiecie.